# Polonaise, opus 44 de Chopin

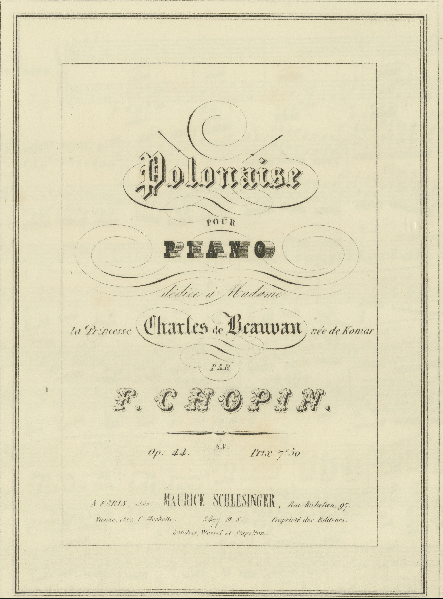
Partition de la Polonaise en fa dièse mineur, op. 44

La Polonaise en fa dièse mineur, opus 44, est une composition pour piano seul de Frédéric Chopin écrite in 1841. Elle est souvent surnommée la polonaise « tragique ».
Cette polonaise est dans une forme ternaire, avec une partie centrale construite comme une mazurka, en la majeur.